# Borgo FC
Borgo FC was voetbalclub uit Borgo. De club had als kleuren groen en wit.

## Geschiedenis
Borgo FC werd opgericht in 1918 net na de Eerste Wereldoorlog en speelde nooit hoger dan de vierde klasse. De club werd verschillende keren kampioen van Corsica net zoals ze de beker van Corsica een paar keer konden winnen. In 2017 ging de club een fusie aan met het net gedegradeerde CA Bastia tot FC Bastia-Borgo.